# En Vogues diskografi
En Vogue är en amerikansk R&B- och popgrupp som grundades av musikproducenterna Denzil Foster och Thomas McElroy 1989 i Oakland, Kalifornien. Gruppen bestod till en början av fyra sångare, Dawn Richards, Cindy Herron, Terry Ellis och Maxine Jones. Fram till 2004 består deras diskografi av 4 studioalbum, 5 samlingsalbum, 3 EP-skivor och 16 musiksinglar utgivna under skivbolagen Atlantic, EastWest, Elektra, Discretion och 33rd Street Records. En Vogue har beskrivits som den "första moderna supergruppen av sitt slag" och har erkänts för att ha brett vägen åt andra kvinnliga grupper följande år. Med 20 miljoner sålda studioalbum rankas de bland de mest framgångsrika kvinnliga musikgrupperna genom tiderna. Deras blandning av popmusik och R&B har också gjort dem till en av de mest ikoniska artisterna från 1990-talet med 16 listnoteringar på amerikanska R&B-listan, däribland 6 listettor. Fram till 2014 har En Vogue sammanlagt tillbringat 2 800 veckor på olika amerikanska Billboard-listor.
En Vogues debutalbum, Born to Sing, kom i april 1990 och leddes av huvudsingeln "Hold On" som nådde andraplatsen på amerikanska singellistan Billboard Hot 100. Med ytterligare R&B-hits som "Lies", "You Don't Have to Worry" och "Don't Go" mottog Born to Sing snabbt ett platinacertifikat av Recording Industry Association of America (RIAA). Uppföljaren Funky Divas släpptes i mars 1992 och nådde topp-tio i både USA och Storbritannien där det mottog trippelt platina respektive guldcertifikat. Från albumet släpptes "My Lovin' (You're Never Gonna Get It)" som blev en ytterligare andraplatsnotering på Hot 100-listan. Uppföljarna "Giving Him Something He Can Feel" och "Free Your Mind" var båda framgångsrika på pop-marknaden. 
Mot mitten av 1990-talet upplevde En Vogue fortsatt starka kommersiella framgångar. Deras samarbete med gruppen Salt-N-Pepa gav singeln "Whatta Man" som nådde tredjeplatsen i USA och platinabelönades. De spelade in "Don't Let Go (Love)" till den amerikanska filmen Set It Off. Låten blev gruppens största internationella singel som nådde topp-tio på majoriteten av singellistorna låten gick in på. 1997, under inspelningen till En Vogues tredje studioalbum EV3, valde Robinson att lämna gruppen efter meningsskiljaktigheter kring deras skivkontrakt. Herron, Ellis och Jones gav ut studioalbumen EV3 och Masterpiece Theatre (2000) som trio. Efter en fortsatt turbulent tid till följd av dåliga skivkontrakt och avstannande albumförsäljning valdes Jones att också lämna gruppen. Herron, Ellis och den nya gruppmedlemmen Rhona Bennett spelade in En Vogues hittills sista studioalbum Soul Flower som gavs ut 2004 på indiebolaget 33rd Street.

## Album

### Studioalbum
| Born to Sing | - Släppt: 3 april 1990 - Skivbolag: Atlantic - Format: CD, kassett, vinyl             | 21 | 3  | —  | —  | 30 | 58 | 37 | —  | —  | 23 | - USA: Platina - KAN: Guld - UK: Silver     | - USA: 1 700 000 (fram till juni 1992) |
| Funky Divas | - Släppt: 24 mars 1992 - Skivbolag: EastWest - Format: CD, kassett, vinyl             | 8  | 1  | 66 | —  | 34 | 37 | 36 | —  | 58 | 4  | - USA: 3× Platina - KAN: Platina - UK: Guld | - USA: 5 000 000 (fram till mars 2012) |
| EV3 | - Släppt: 17 juni 1997 - Skivbolag: EastWest - Format: CD, kassett, vinyl             | 8  | 8  | 20 | 47 | 28 | 14 | 29 | 7  | 9  | 9  | - USA: Platina - UK: Silver                 | - USA: 570 000 (fram till maj 2000)    |
| Masterpiece Theatre | - Släppt: 23 maj 2000 - Skivbolag: Elektra - Format: CD, kassett, vinyl               | 67 | 33 | —  | 56 | —  | 56 | —  | 28 | 22 | —  |                                             |                                        |
| Soul Flower | - Släppt: 24 februari 2004 - Skivbolag: 33rd Street - Format: CD, digital nedladdning | —  | 47 | —  | —  | —  | —  | —  | —  | —  | —  |                                             |                                        |
| "—" betecknar album som inte utgavs i det landet eller som inte gick in på listan. "×" betecknar album som gick in på listan men vars listplaceringar är okända. |                                                                                       |    |    |    |    |    |    |    |    |    |    |                                             |                                        |

### Samlingsalbum
| Funky Divas - Remixes | - Släppt: 10 mars 1993 (Japan) - Skivbolag: Atlantic - Format: CD                  | —  | —  | —  | —  | —  |              |                                   |
| The Best of En Vogue | - Släppt: 1 juni 1999 - Skivbolag: EastWest - Format: CD, kassett, vinyl           | 31 | 43 | 61 | 39 | 37 | - UK: Silver | - UK: 60 000 (fram till maj 2009) |
| The Very Best of En Vogue | - Släppt: 21 augusti 2001 - Skivbolag: Elektra - Format: CD, kassett, vinyl        | —  | —  | —  | —  | —  |              |                                   |
| Het Beste Van En Vogue | - Släppt: 2005 (Belgien) - Skivbolag: Warner Music - Format: CD                    | —  | —  | —  | —  | —  |              |                                   |
| The Platinum Collection | - Släppt: 22 oktober 2007 - Skivbolag: Rhino/WEA - Format: CD, digital nedladdning | —  | —  | —  | —  | —  |              |                                   |
| "—" betecknar album som inte utgavs i det landet eller som inte gick in på listan. "×" betecknar album som gick in på listan men vars listplaceringar är okända. |                                                                                    |    |    |    |    |    |              |                                   |

### Samlingsboxar
| Titel                       | Albuminformation                                          | Kommentar                                                    |
| --------------------------- | --------------------------------------------------------- | ------------------------------------------------------------ |
| The Triple Album Collection | - Släppt: 22 januari 2016 - Skivbolag: Rhino - Format: CD | - Samlingsbox med albumen Born to Sing, Funky Divas och EV3. |

### Julalbum
| Titel                 | Albuminformation                                                   | Kommentar |
| --------------------- | ------------------------------------------------------------------ | --- |
| The Gift of Christmas | - Släppt: 8 oktober 2002 - Skivbolag: Discretion Ent. - Format: CD | - En Vogues första julalbum. Innehåller covers på jullåtar som "Have Yourself a Merry Little Christmas", "Jingle Bells" och "This Christmas". - Albumet blev Amanda Coles första och enda som bandmedlem. |

### Livealbum
| Titel           | Albuminformation                                                         | Kommentar |
| --------------- | ------------------------------------------------------------------------ | --- |
| Live In the USA | - Släppt: 20 januari 2009 - Skivbolag: Discretion Ent. - Format: CD, DVD | - En Vogues (Herron, Ellis och Cole) första livealbum som spelades in under en konsert i Birmingham, Alabama i december 2002. |

### EP-skivor
| Remix to Sing | - Släppt: 26 november 1991 - Skivbolag: EastWest - Format: CD, kassett, vinyl  | —  | —  |
| Runaway Love | - Släppt: 21 september 1993 - Skivbolag: EastWest - Format: CD, kassett, vinyl | 49 | 16 |
| Rufftown Presents: En Vogue | - Släppt: 14 april 2015 - Skivbolag: Rufftown - Format: Digital nedladdning    | —  | —  |
| "—" betecknar album som inte utgavs i det landet eller som inte gick in på listan. "×" betecknar album som gick in på listan men vars listplaceringar är okända. |                                                                                |    |    |

## Singlar
| "Hold On"                                                                            | 1990 | 2  | 1  | 64 | 18 | 51 | 10 | 5  | —  | —  | 5  | - USA: Platina                                                           | Born to Sing              |
| "Lies"                                                                               | 1990 | 38 | 1  | —  | —  | —  | 42 | —  | —  | —  | 44 |                                                                          | Born to Sing              |
| "You Don't Have to Worry"                                                            | 1990 | 57 | 1  | —  | —  | —  | —  | —  | —  | —  | 94 |                                                                          | Born to Sing              |
| "Don't Go"                                                                           | 1991 | —  | 3  | —  | —  | —  | —  | —  | —  | —  | 89 |                                                                          | Born to Sing              |
| "My Lovin' (You're Never Gonna Get It)"                                              | 1992 | 2  | 1  | 36 | 9  | 10 | 10 | 11 | 23 | 16 | 4  | - USA: Guld                                                              | Funky Divas               |
| "Giving Him Something He Can Feel"                                                   | 1992 | 6  | 1  | 84 | 23 | 19 | 45 | 2  | 46 | —  | 44 | - USA: Guld                                                              | Funky Divas               |
| "Free Your Mind"                                                                     | 1992 | 8  | 23 | 39 | 23 | 19 | 15 | 12 | —  | —  | 16 | - USA: Guld                                                              | Funky Divas               |
| "Give It Up, Turn It Loose"                                                          | 1992 | 15 | 16 | 96 | 30 | 36 | —  | 34 | —  | 36 | 22 |                                                                          | Funky Divas               |
| "Love Don't Love You"                                                                | 1993 | 36 | 31 | —  | —  | —  | —  | —  | —  | —  | 64 |                                                                          | Funky Divas               |
| "Runaway Love"                                                                       | 1993 | 51 | 15 | 62 | —  | —  | 46 | —  | —  | —  | 36 |                                                                          | Runaway Love              |
| "Whatta Man" (med Salt-N-Pepa)                                                       | 1994 | 3  | 3  | 2  | 12 | 15 | 15 | 10 | 39 | —  | 7  | - USA: Platina - AUS: Platina - NZ: Guld                                 | Very Necessary            |
| "Don't Let Go (Love)"                                                                | 1996 | 2  | 1  | 3  | 3  | 23 | 2  | 10 | 7  | 4  | 5  | - USA: Platina - AUS: Guld - NZ: Guld - TYS: Guld - SCH: Guld - UK: Guld | Set It Off                |
| "Whatever"                                                                           | 1997 | 16 | 8  | 77 | —  | 8  | 63 | 24 | 92 | —  | 14 | - USA: Guld                                                              | EV3                       |
| "Too Gone, Too Long"                                                                 | 1997 | 33 | 25 | —  | —  | —  | 45 | 39 | —  | —  | 20 |                                                                          | EV3                       |
| "No Fool No More"                                                                    | 1998 | 57 | 37 | —  | —  | —  | —  | 34 | —  | —  | —  |                                                                          | Why Do Fools Fall In Love |
| "Riddle"                                                                             | 2000 | 92 | 95 | —  | —  | —  | 28 | —  | 62 | 56 | 33 |                                                                          | Masterpiece Theatre       |
| "—" betecknar singlar som inte utgavs i det landet eller som inte gick in på listan. |      |    |    |    |    |    |    |    |    |    |    |                                                                          |                           |

### Promosinglar
| "Time Goes On" / "Strange"                                                           | 1991 | 44 | Remix to Sing       |
| "Silent Night"                                                                       | 1991 | —  | Remix to Sing       |
| "This Is Your Life"                                                                  | 1992 | —  | Funky Divas         |
| "What Is Love"                                                                       | 1993 | 6  | Funky Divas         |
| "Desire"                                                                             | 1993 | —  | Funky Divas         |
| "Let It Flow"                                                                        | 1999 | —  | EV3                 |
| "Love You Crazay"                                                                    | 2000 | —  | Masterpiece Theatre |
| "—" betecknar singlar som inte utgavs i det landet eller som inte gick in på listan. |      |    |                     |

## Övriga listnoterade låtar
| "Yesterday"                                                                          | 1992 | 73 | 29 | Funky Divas |
| "—" betecknar singlar som inte utgavs i det landet eller som inte gick in på listan. |      |    |    |             |